# 韓英洙
韓 英洙（ハン・ヨンス、朝鮮語: 한영수、1934年10月15日 - 2009年6月9日）は、大韓民国の政治家。第9・10・11・14・15代韓国国会議員。本貫は清州韓氏。

## 経歴
日本統治時代の忠清南道瑞山郡（現・忠清南道泰安郡）出身。泰安中学校、仁川高等学校を経て高麗大学校政治外交学科卒業、同大経営大学院修了。1960年に25歳で政界入りし、民政党、新韓党、新民党で瑞山地区の党委員長、韓国政策研究会理事などを務め、1973年の第9代総選挙では無所属で立候補して当選した。1978年4月20日に新民党のスポークスパーソンに任命され、1979年の第10代総選挙に新民党の公認で立候補して当選した。第10代国会解散後、1980年10月31日には国家保衛立法会議議員に選出された上、鄭石謨、金満堤など14人とともに予算決算委員会委員に選出された。その後は民韓党政策委議長、自民連副総裁、国会国防委員長を歴任した。2009年に老衰により75歳で死去した。

## エピソード
1982年6月29日、民韓党所属の現職国会議員として姦通の容疑で拘束され、議員職も辞退した。検察側は懲役2年を求刑したが、裁判では懲役1年を宣告され、服役した後に満期出所した。当時に韓の弁護を担当した弁護士の睦尭相は「韓は禁忌事項であった全斗煥政権への批判発言をした後、捜査機関が動き始めた」「安企部は韓議員がアメリカを訪問した時、恋人との国際通話の内容まで盗聴した」と話した。
40年間の政治家生活で民政党、新韓党、新民党、民韓党、第3世界党、平民党、民主党、新韓国党、統一国民党、新民党、自民連と10回も党籍を変えたため、「政界の渡り鳥」の中でも元祖級の「始祖鳥」と呼ばれる。そのため、韓は生前に「考えてみると、私には政治自体がなかったようだ」と政治歴に悔しさが多いことを告白した。